# Polycentropus gertschi
Polycentropus gertschi là một loài Trichoptera trong họ Polycentropodidae. Chúng phân bố ở miền Tân bắc.